# Samoobrony kresowe
Samoobrony polskie, Samoobrona na Litwie – polskie ochotnicze formacje wojskowe, istniejące na przełomie lat 1918 i 1919 na północno-wschodnich obszarach odradzającego się Państwa Polskiego.

## Główne ośrodki
Jednostki samoobrony powstawały spontanicznie od jesieni 1918 na terenach Wileńszczyzny, Grodzieńszczyzny i Mińszczyzny w celu powrotu tych obszarów do państwa polskiego. Głównymi ich ośrodkami były Wilno, Mińsk, Grodno, Lida i Kowno, a z mniejszych miejscowości Szczuczyn, Ejszyszki, Oszmiana, Wilejka, Niemenczyn, Świr, Poniewież. 
Były to oddziały o różnej liczebności, składające się z miejscowej ludności polskiej, których akcje to początkowo obrona przed bandami rabunkowymi i niemieckimi maruderami, a następnie wojskami bolszewickimi, prowadzącymi agitację komunistyczną na tych terenach i buntującymi chłopów. Samoobrony kresowe przeciwstawiały się także litewskiemu nacjonalizmowi, roszczącemu pretensje do szerokiego pasa ziem Wileńszczyzny, a nawet Nowogródczyzny, co zagrażało odbudowaniu Polski w jej historycznym i etnicznym kształcie. Formacje Samoobrony często własnym sumptem wystawiali polscy ziemianie. 
20 listopada 1918 roku w Warszawie powstał Komitet Obrony Kresów Wschodnich mający na celu wsparcie dążeń Polaków na Wileńszczyźnie do połączenia z Macierzą. Wkrótce wszystkie jednostki Samoobrony zostały ujęte w jednolite ramy organizacyjne. 8 grudnia 1918 na ich czele stanął generał Władysław Wejtko. Natychmiast udał się do Warszawy, gdzie Naczelnik Państwa Józef Piłsudski mianował go formalnie dowódcą wszystkich formacji samoobrony krajowej Litwy i Białorusi oraz wszelkich innych polskich oddziałów wojskowych i milicyjnych. Niezwłocznie przystąpił on do formowania dwóch pułków, pod dowództwem ppłk. W. Zubrzyckiego na Wileńszczyźnie i gen. Adama Mokrzeckiego na Grodzieńszczyźnie.

## Samoobrona Wileńska
Samoobrona Wileńska (Samoobrona Litwy i Białorusi) została utworzona w październiku 1918 roku i już 29 grudnia 1918 roku została włączona w skład Wojska Polskiego. Dowodził nią generał Władysław Wejtko, a szefem sztabu był major Stanisław Bobiatyński. Organizatorem i dowódcą kawalerii był rotmistrz Władysław Dąbrowski, który od 25 listopada 1918 r. dowodził konnym oddziałem, od 30 listopada 1918 r. – szwadronem, a od 25 grudnia 1918 r. pułkiem ułanów wileńskich. Samoobrona obejmowała swoim zasięgiem także teren powiatu lidzkiego i miejscowe, lokalne samoobrony. W dniu 31 grudnia 1918 roku opanowała Wilno i zorganizowała obronę przed nacierającymi bolszewikami. Mimo zaciętej obrony i bitwy kawaleryjskiej, polskie oddziały ochotnicze zostały wyparte z Wilna w dniu 5 stycznia 1919 roku. W związku z tym 6 stycznia 1919 roku w Białej Wace organizację tę rozwiązano i przekształcono w Wileński Oddział Wojska Polskiego. Oddział ten skierowano na Grodzieńszczyznę gdzie brał udział w kwietniu w ofensywie przeciwko bolszewikom. Utworzony następnie przez Dąbrowskiego pułk kawalerii brał udział w walkach o Wilno w lipcu 1920 roku i działał później na tyłach wojsk bolszewickich.
Najkrócej istniała polska samoobrona w Mińsku, która wobec przewagi liczebnej bolszewików opuściła miasto. Liczący około 1,7 tys. żołnierzy oddział, przedostał się w grudniu 1918 r. na obszar kontrolowany przez władze polskie, gdzie sformowano z niego jeden z pułków Dywizji Litewsko-Białoruskiej.
29 grudnia 1918 oddziały Samoobrony zostały formalnie wcielone do odrodzonego Wojska Polskiego. W Lidzie utworzono batalion piechoty, a w okolicy oddział konny. Z kolei w Wilnie powołano pułk piechoty i Pułk Ułanów Wileńskich (ok. 2,5 tys. żołnierzy), które 1 stycznia 1919, po ustąpieniu wojsk niemieckich, obsadziły miasto. Już następnego dnia doszło w rejonie Nowej Wilejki do walki z podchodzącą pod Wilno armią bolszewicką. Oba pułki do 5 stycznia broniły miasta przed bolszewikami, ale wskutek ich zdecydowanej przewagi musiały je opuścić. 6 stycznia 1919 r. w Białej Wace i Wace Tyszkiewiczowskiej zostały ostatecznie rozwiązane.
Większość żołnierzy nie złożyła broni, m.in. rosyjski podrotmistrz (polski rotmistrz dekret z dn. 12-04-1919 Dziennik Pers. nr. 44) Jerzy Dąbrowski „Łupaszka” i jego młodszy brat, rosyjski rotmistrz (polski major dekret 638 Dzi. Pers.20 z dn. 22-02-1919r.) Władysław Dąbrowski. Sformowali oni w Białej Wace oddział partyzancki zwany Wileńskim Oddziałem Wojsk Polskich, który postanowił przedrzeć się na obszar byłej Kongresówki. Natomiast reszta (ok. 300 ludzi) przedostała się w Łomżyńskie do Łap, gdzie została wcielona do nowo formowanej Dywizji Litewsko-Białoruskiej WP.

## Pozostałe oddziały
Samoobrony polskie powstały także m.in. w Lidzie, Szczuczynie i Ejszyszkach i podlegały Samoobronom Wileńskiej i Grodzieńskiej. Ich organizatorami byli odpowiednio: w Lidzie – podporucznik Wacław Szukiewicz, w Szczuczynie – porucznik kawalerii Bolesław Lisowski, w Ejszyszkach – podkapitan Kazimierz Ilcewicz. 
Oddział por. Lisowskiego na swoim terenie likwidował bandyckie wystąpienia bolszewików, a nadto niejednokrotnie organizował dalekie wypady za Niemen. Z kolei „Samoobrona Lidzka” po opuszczeniu tych terenów przez Niemców, objęła władzę na terenach od Lidy po Szczuczyn i powołała Radę Narodową Ziemi Lidzkiej. Oddziały te na rozkaz dowództwa Samoobrony Wileńskiej pospieszyły z pomocą siłom polskim w Wilnie, co jednak spowodowało, że Lida została szybko opanowana przez bolszewików (zastali oni w mieście jedynie polskie władze cywilne). Wacław Szukiewicz po otrzymaniu rozkazu o odwołaniu marszu na Wilno z powodu jego upadku, skierował się w region powiatu szczuczyńskiego, gdzie połączył się z Samoobroną por. Bolesława Lisowskiego. Oba oddziały 9 stycznia 1919 r. podjęły nieudany wypad na Lidę, 16 stycznia w wyniku konfrontacji zbrojnej z bolszewikami zginęło sześciu polskich żołnierzy, a wielu zostało rannych.
Oddziały Samoobrony ze Szczuczyna, Lidy i Ejszyszek połączyły się z oddziałem mjr. Władysława Dąbrowskiego i wspólnie przedzierały się na zachód za Niemen, odnosząc przy tym brawurowe zwycięstwa nad bolszewikami: m.in. 19 stycznia 1919 – rozbicie garnizonu w Różanie, 3 lutego 1919 – zwycięskie walki w rejonie Prużany, zdobycie miasta Baranowicze, opanowanie fortecy w Brześciu.